# Jouy (Yonne)
Jouy – miejscowość i gmina we Francji, w regionie Burgundia-Franche-Comté, w departamencie Yonne.
Według danych na rok 1990 gminę zamieszkiwały 384 osoby, a gęstość zaludnienia wynosiła 22 osoby/km² (wśród 2044 gmin Burgundii Jouy plasuje się na 542. miejscu pod względem liczby ludności, natomiast pod względem powierzchni na miejscu 541.).